# سقانه
سقانه (به عربی: سقانة) یک شهرداری در الجزایر است که در استان باتنه واقع شده‌است.